# Tienergroep (religie)

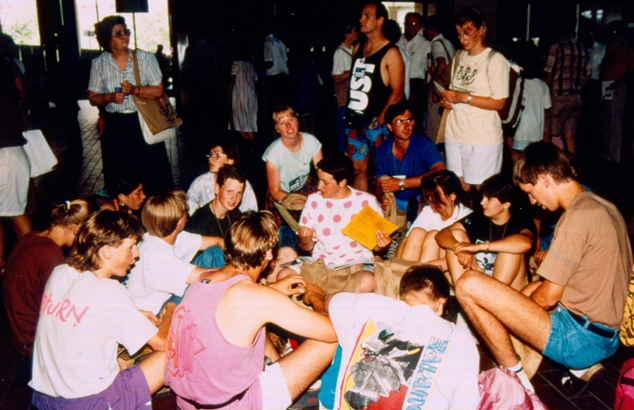
Tienergroep bij een Amerikaanse conferentie van Mennonieten

Tienergroepen binnen religieuze gemeenschappen zijn groepen tieners die daar als deelorganisatie onderdeel van uitmaken, soms verdeeld over verschillende leeftijdsgroepen. In Nederland en België betreft het vooral christelijke tienergroepen. Sommige groepen hebben een oecumenisch karakter.

## Geschiedenis
Na de Tweede Wereldoorlog ontstond in Nederland en België de Katholieke Arbeidersjeugd voor tieners boven de 12 jaar naast bestaande tienergroepen zoals de padvinders waaronder de Katholieke Verkenners. Binnen de Gereformeerde Kerken in Nederland waren jongerenvereniging actief onder de naam Gereformeerde Jeugd.

## Katholieke groepen in Nederland en Vlaanderen
Huidige katholieke tienergroepen zijn meestal onderdeel van parochies en komen veelal bijeen onder de afkorting RKJ (Rooms-Katholieke Jongeren) in verschillende leeftijdsgroepen. In sommige parochies gebeurt dit in de vorm van Life Teen-groepen voor tieners vanaf 12 jaar. Verschillende bisdommen houden zomerkampen voor tieners vanaf 12 jaar. De landelijke katholieke bewegingen Gemeenschap Emmanuel en de Katholieke charismatische vernieuwing organiseren tienerweekenden en zomerkampen en vanaf 12 jaar. Bij KISI-Kids doen tieners samen met jongere kinderen en volwassenen mee in zanggroepen. Binnen de Katholieke Plattelands Jongeren zijn verschillende afdelingen niet meer niet meer aan het katholieke geloof verbonden. In Vlaanderen hebben de Katholieke Landelijke Jeugd en de Katholieke Studentenactie leeftijdsgroepen voor tieners vanaf 10  jaar.

## Protestantse groepen in Nederland en Vlaanderen
In de Protestantse kerken bestaan verschillende tienergroepen of tienerkampen als onderdeel van een gemeente, soms ondersteund door landelijke organisaties. Binnen de HGJB bestaat de beweging HGJB Jong voor jongeren vanaf 13 jaar. De Transformed richt zich op tieners vanaf 16 jaar. YMCA Jeugdwerk bestaat uit lokale groepen met tieners vanaf 10 jaar. Een deel van deze groepen is aangesloten bij een kerk. In de jongerencentra van Youth for Christ zijn er activiteitengroepen voor jongeren vanaf 10 jaar. In Vlaanderen organiseert het Evangelisch Jeugdverbond tienerweekenden en zomerkampen.

## Overige groepen
Orthodoxe Jongeren in Nederland organiseert weekenden en zomerkampen voor tieners vanaf 16 jaar. Daarnaast bestaan er ook tienergroepen binnen islamitische gemeenschappen.